# クリス・アトキンソン
クリス・アトキンソン（Chris Atkinson 1979年11月30日-）はオーストラリア・ニューサウスウェールズ州出身のラリー・ドライバー。ニックネームは"Atko"。我の強い性格の者も多いラリードライバーの中では温厚な人柄でボンド大学卒の商学修士でもある。

## 経歴

### 初期の活動
ラリー一家に生まれながらも、十代の頃のクリスは二輪競技のモトクロスに熱中していた。しかし、大学卒業後に彼が地元のラリーへ出場する兄ベン・アトキンソンのコ・ドライバーを引き受けた事が大きな転機となった。ステアリングを握りたくなった彼が試しに兄とシートを交替させて貰ってからは、当時目指していた株式仲買人になる事も無くラリースクールに入学。比較的遅めのキャリアスタートながらも順調にステップアップを重ねて、オーストラリアラリー選手権 (ARC) のプライベータークラスのチャンピオンになった。

### APRC、WRC、CRC参戦
2003年にはアジアパシフィックラリー選手権（APRC）にスズキ・イグニスで参戦し、スーパー1600クラスのチャンピオンを獲得した。2004年はAPRCのS1600クラスを連覇。さらに世界ラリー選手権（WRC）の3戦にスポット参戦し、スバル・インプレッサWRX STI（N4）をドライブ。地元オーストラリアで5位初入賞を記録した。

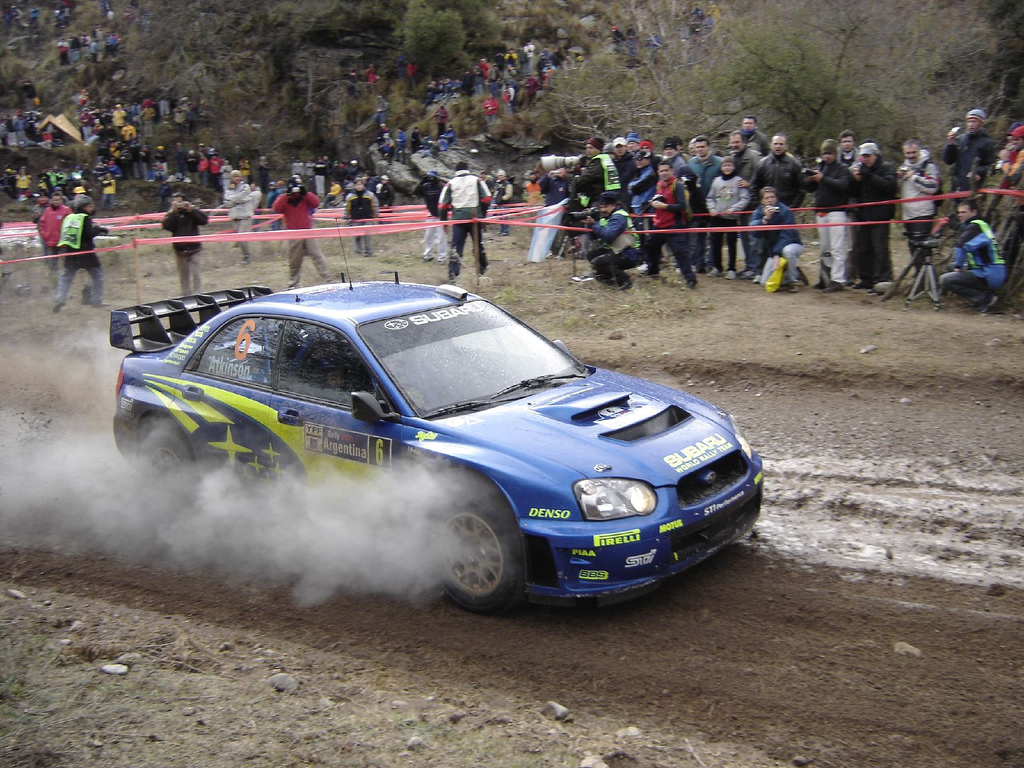
2005年ラリー・アルゼンチン

2005年にはスバル・ワールドラリーチーム (SWRT) のセカンドドライバーに抜擢され、オーストラリア人として初めてのフルタイムWRCドライバーとなった。この年のラリージャパンでは3位表彰台入賞を果たした。2006年はインプレッサWRCの戦闘力が向上せず、この年1度も表彰台に上がることが出来ず、最高位はラリージャパンの4位。2007年も表彰台には届かなかったが、そのうち3戦で4位に入っている。2008年は前年フルモデルチェンジしたインプレッサWRC 2008がデビュー。2位2回（メキシコとアルゼンチン）を含む5度の表彰台を獲得し、自己最高のランキング5位を記録した。しかし12月16日、スバルが突如WRC撤退を発表。理由は世界同時不況による業績悪化だった。
2009年はシトロエンのジュニアチームと契約。開幕戦アイルランドに出場し5位に入るも、以後のWRC参戦には結びつかなかった。2010年はAPRCに復帰しプロトンに所属。2011年はランキング2位に終わった。

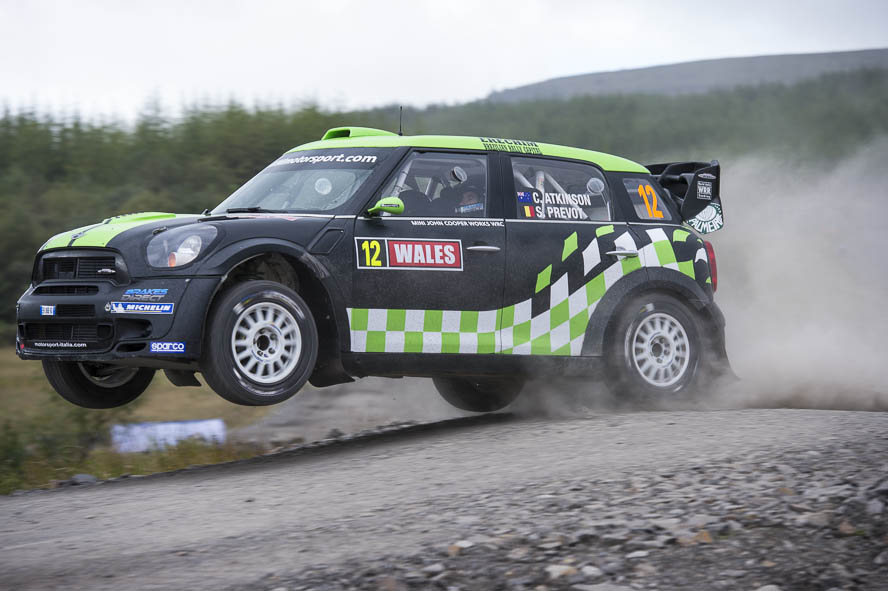
2012年ラリーGB

2012年はメキシコでモンスター・ワールド・ラリーチーム（フォード）から久々のWRC復帰をするもリタイアとなった。フィンランドではロンドン五輪に出場していたナッサー・アルアティヤに替わってカタール・ワールド・ラリーチーム（シトロエン）から出場。一時8位に付けるもトラブルが多発し総合39位に終わった。ドイツからはアルミンド・アラウージョに替わってWRCチーム・ミニ・ポルトガルから終盤の5戦に出場。スバル以来4年振りにレギュラーシートを得た。表彰台には上がれなかったがドイツで総合5位に入った。一方APRCではMRFチームに移籍し、シュコダ・ファビア S2000をドライブし念願のチャンピオンを獲得した。
2013年はハリド・アル＝カシミの代役としてシトロエンワークスのDS3 WRCでメキシコに参戦した。序盤にトラブルで遅れるもその後巻き返し6位を得た。その後は翌年からフル参戦を予定しているヒュンダイにテストドライバーとして契約した。WRC以外では中国ラリー選手権 (CRC) への参戦を開始し、FAW-フォルクスワーゲンチームのゴルフをドライブした。2014年はヒュンダイのセカンドドライバーの一員という契約でWRC2戦に出場。メキシコでは7位に入賞するも8年振りの出場となった母国オーストラリアでは上位入賞が期待されたがポディウム争いには全く絡めず10位に終わった。
2015年はCRCでプロドライブが製作したゴルフSCRCラリーをドライブし、フォルクスワーゲンのマニュファクチャラーズ制覇に貢献した。なお、ドライバー部門は中国人対象であるためランキング外となる。

### GRC参戦
2016年、古巣のスバルがワークス参戦しているグローバル・ラリークロス (GRC) の終盤4戦にゲストドライバーとして出場。2017年はスバルラリーチームUSA (SRTUSA) のレギュラードライバーとしてGRCにフル参戦した。

## 戦績

### WRC戦績
- 2014 - ワールドラリー・チャンピオンシップ 年間18位
- 2013 - ワールドラリー・チャンピオンシップ 年間16位
- 2012 - ワールドラリー・チャンピオンシップ 年間13位
- 2009 - ワールドラリー・チャンピオンシップ 年間14位
- 2008 - ワールドラリー・チャンピオンシップ 年間5位
- 2007 - ワールドラリー・チャンピオンシップ 年間7位
- 2006 - ワールドラリー・チャンピオンシップ 年間10位
- 2005 - ワールドラリー・チャンピオンシップ 年間12位

### WRC以外
- 2004 - オーストラリアラリー・チャンピオンシップ 総合2位
- 2004 - アジアパシフィック・スーパー1600 タイトル獲得
- 2003 - アジアパシフィック・スーパー1600 タイトル獲得
- 2002 - オーストラリア・プライベーターカップ タイトル獲得